# باب ندياي
باب ندياي هو سياسي فرنسي يشغل منصب وزير التربية الوطنية في حكومة إليزابيث بورن.